# Olímpia
Olímpia (em grego: Ολυμπία; romaniz.: Olympía) é uma cidade da Grécia famosa por ter sido o local onde se realizavam os Jogos Olímpicos da Antiguidade até sua supressão em 394 pelo imperador romano Teodósio I — Jogos estes que só foram igualados em importância aos seus equivalentes realizados em Delfos, os Jogos Pítios.
Olímpia também é conhecida pela gigantesca estátua de Zeus em marfim e ouro, criada pelo escultor Fídias para o templo do deus localizado na cidade, e que foi uma das sete maravilhas do mundo antigo. Escavações junto ao templo de Zeus, durante a década de 1950, revelaram a existência de um estúdio que se supõe ter pertencido a Fídias. Hoje o local preserva um importantíssimo sítio arqueológico tombado pela UNESCO.

## O sítio arqueológico
O sítio arqueológico que existe em Olímpia consiste de um santuário (altis) com diversas edificações. Dentro do temenos estão o Templo de Hera ou Heraion, o Templo de Zeus, o Pelopion e a área do altar de sacrifícios. Ao leste ficam o hipódromo e o stadium. Ao norte do santuário se localizam o Pritaneu e o Philippeion, bem como uma série de capelas votivas conhecidas como Tesouros, ofertadas pelas várias cidades-estado antigas. Ao sul destes Tesouros fica o Metroon, com a Stoa Eco ao leste. Ao sul do santuário estão a Estoa Sul e o buleutério, enquanto que ao oeste erguem-se as casas da Palestra, a oficina de Fídias, o Ginásio e o Leonideu.

Edifícios
1: Propileu – 2: Pritaneu.
– 3: Filipeu
– 4: Templo de Hera
– 5: Pelópio
– 6: Ninfeu de Hérodes Ático
– 7: Metroão
– 8: Zanes
– 9: Cripta
– 10: Estádio
– 11: Estoa Eco
– 12: Edifício de Ptolomeu II e Arsínoe
– 13: Estoa de Héstia
– 14: Edifício helenístico
– 15: Templo de Zeus
– 16: Altar de Zeus
– 17: Ex-voto dos Aqueus
– 18: Ex-voto de Micitos
– 19: Nice de Peônio
– 20: Ginásio
– 21: Palestra
– 22: Teocoleão
– 23: Heroão
– 24: Ateliê de Fídias e Basílica paleocristã
– 25: Banhos de Cládeos
– 26: Banhos gregas
– 27 e 28: Hospedarias
– 29: Leonideu
– 30: Banhos sul
– 31: Buleutério
– 32: Estoa sul
– 33: Villa de Nero
Tesouros
I: Sicião
– II: Siracusa
– III: Epidamno ?
– IV: Bizâncio ?
– V: Síbaris ?
– VI: Cirene ?
– VII: ?
– VIII: Altar ?
– IX: Selinunte
– X: Metaponto
– XI: Mégara
– XII: Gela

## História

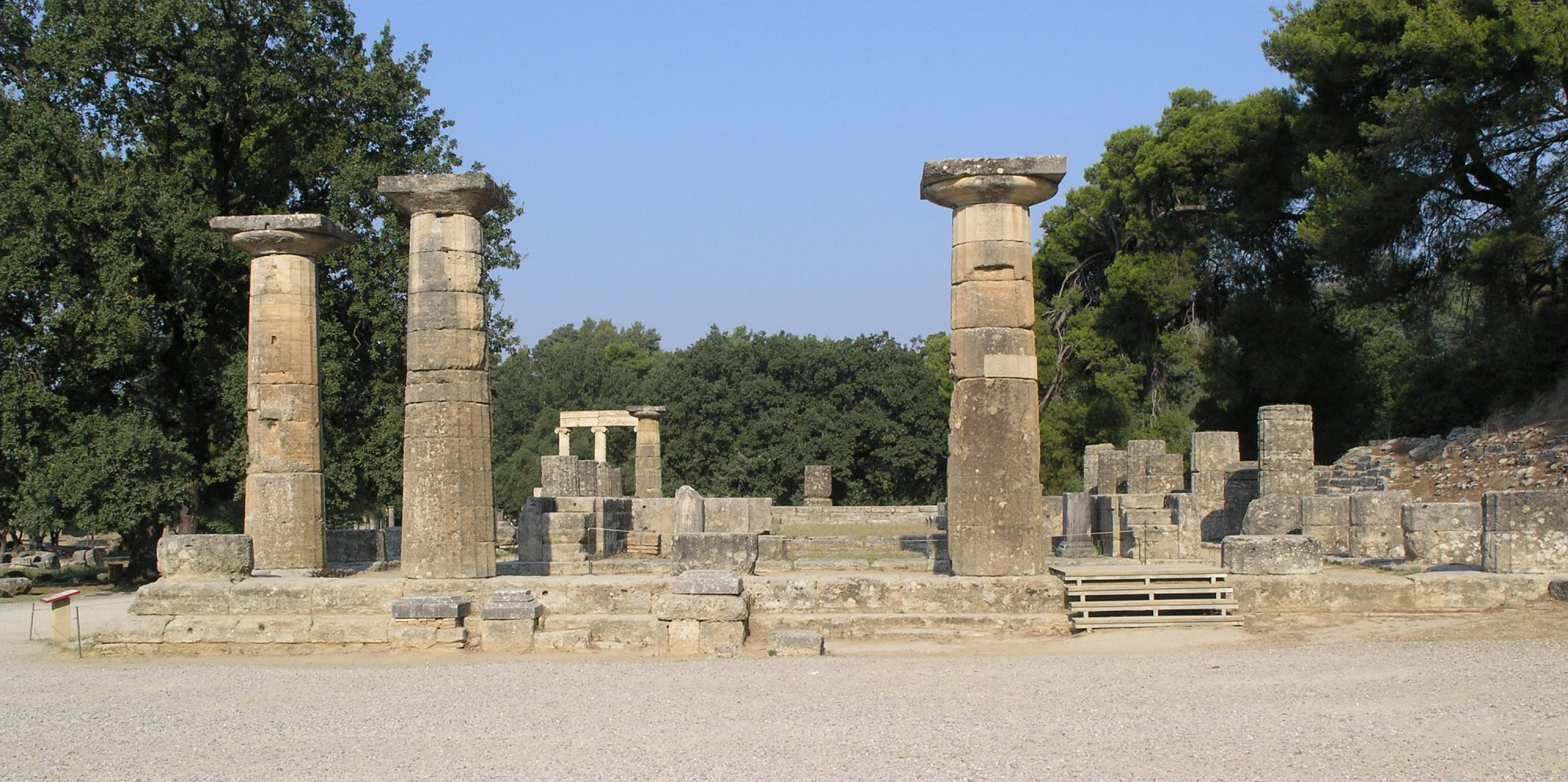
As ruínas do Templo de Hera

### Pré-história
Foram encontrados vestígios de alimentos e oferendas incineradas datando do século X a.C., evidenciando uma longa história de ocupação humana no local, embora não tenham restado traços de edificações desta época remota.

### Períodos Geométrico e Arcaico
De quatro em quatro anos uma trégua era anunciada e pessoas de todas as partes da Grécia reuniam-se em Olímpia, a fim de competir e assistir os Jogos. O prêmio para o vencedor era o "kotinos", feito a partir de uma coroa de flores silvestres de oliveira.
Olímpia foi um local sagrado assim como Delfos. O recinto sagrado era situada no vale do Alfeios, no território de Pisatis na região noroeste do Peloponeso.
Embora historicamente os Jogos tivessem começado em 776 a.C., que é considerada a primeira Olimpíada, organizada pelas autoridades de Élis, os Jogos foram praticados desde os tempos muito antigos e segundo a tradição eles foram prorrogados por Hércules.
Neste evento unificador, apenas os gregos livres foram autorizados a participar. Gregos de tão longe como os da região do mar Cáspio e da África, vieram para competir e assistir. Filósofos, sábios e heróis lá podiam ser vistos admirando os atletas.
Não é acidental que a Grécia, pela primeira vez na história realizou os Jogos. Este foi um evento único, um produto de uma civilização que se considerava superior as outras, em que os cidadãos livres estavam honrando os seus deuses, que os tinham favorecido com a força e a glória.
A dez milhas do interior do mar Jónico e ao oeste do Peloponeso, no ponto onde os rios Kladios e Alpheios uniam-se, se estabeleceu o antigo santuário de Olímpia e o local dos antigos Jogos Olímpicos. Olímpia pertencia à cidade de Pisa.
Em torno de 700 a.C., na época do domínio de Pisa, foram feitas reformas no terreno, nivelando áreas e cavando canais.

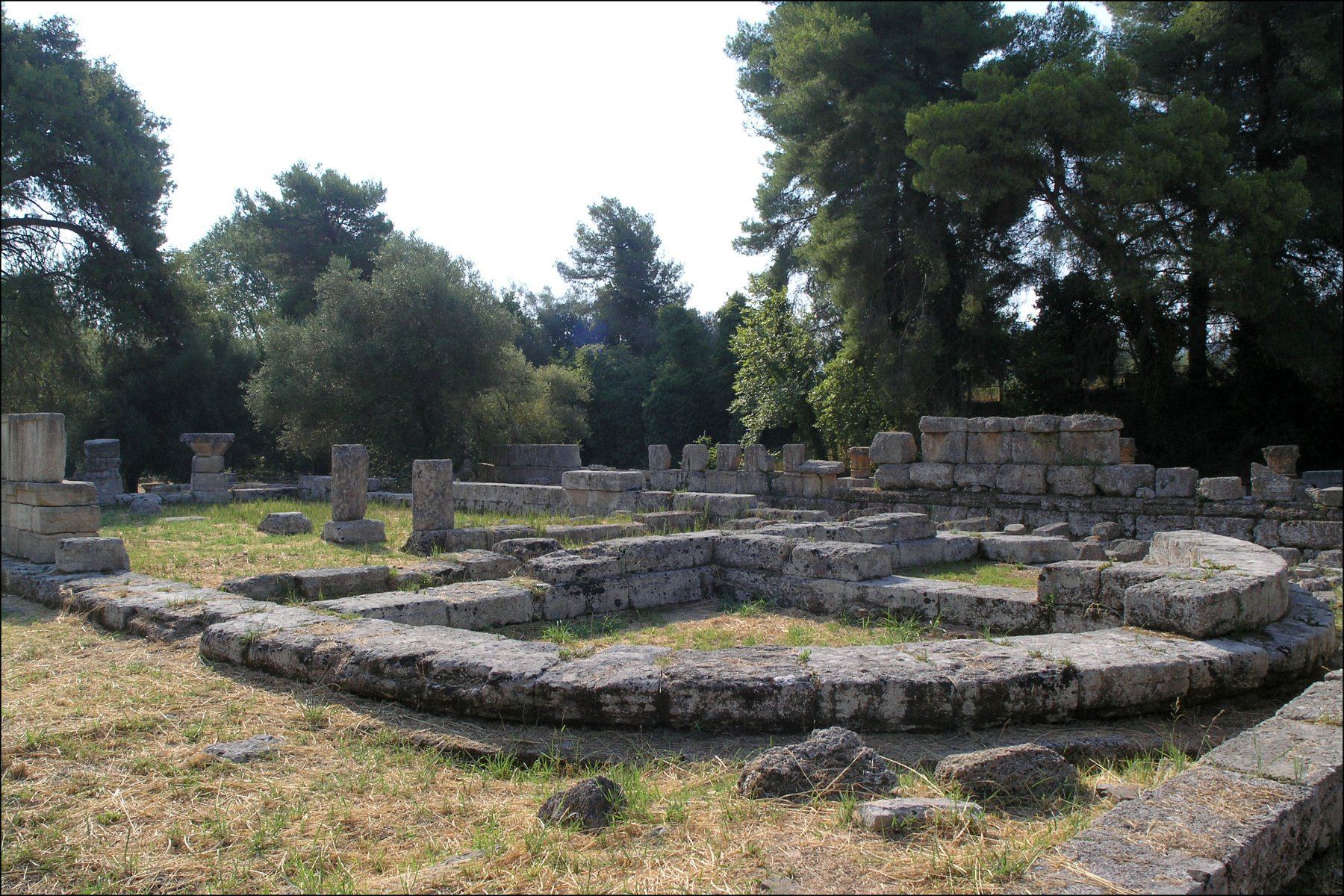
O Bouleterion.

Os primeiros edifícios foram construídos em torno de 600 a.C., quando os skiludianos, aliados dos pisanos, ergueram o Templo de Hera, seguido pelos Tesouros e pelo Pelopion, e também pelas estruturas profanas das arenas e do Bouleterion. Em 580 a.C. Élis, em aliança com Esparta, reconquistou o santuário. O primeiro estádio foi construído em torno de 560 a.C. como uma simples faixa de terra, que foi remodelada cerca de 60 anos depois com a adição de elevações laterais para os espectadores. 

### Período clássico
Este foi o período em que Olímpia conheceu seu esplendor. Entre os séculos V e IV a.C. foram erguidos uma série de novos edifícios sacros e seculares, incluindo o Templo de Zeus, cujas proporções e decoração atingiram uma magnificência até então inaudita. Também as estruturas desportivas foram ampliadas e completadas. O Pritaneu foi levantado em 470 a.C., o Metroon em 400 a.C., e a Stoa Eco na mesma época.

### Período Helenístico

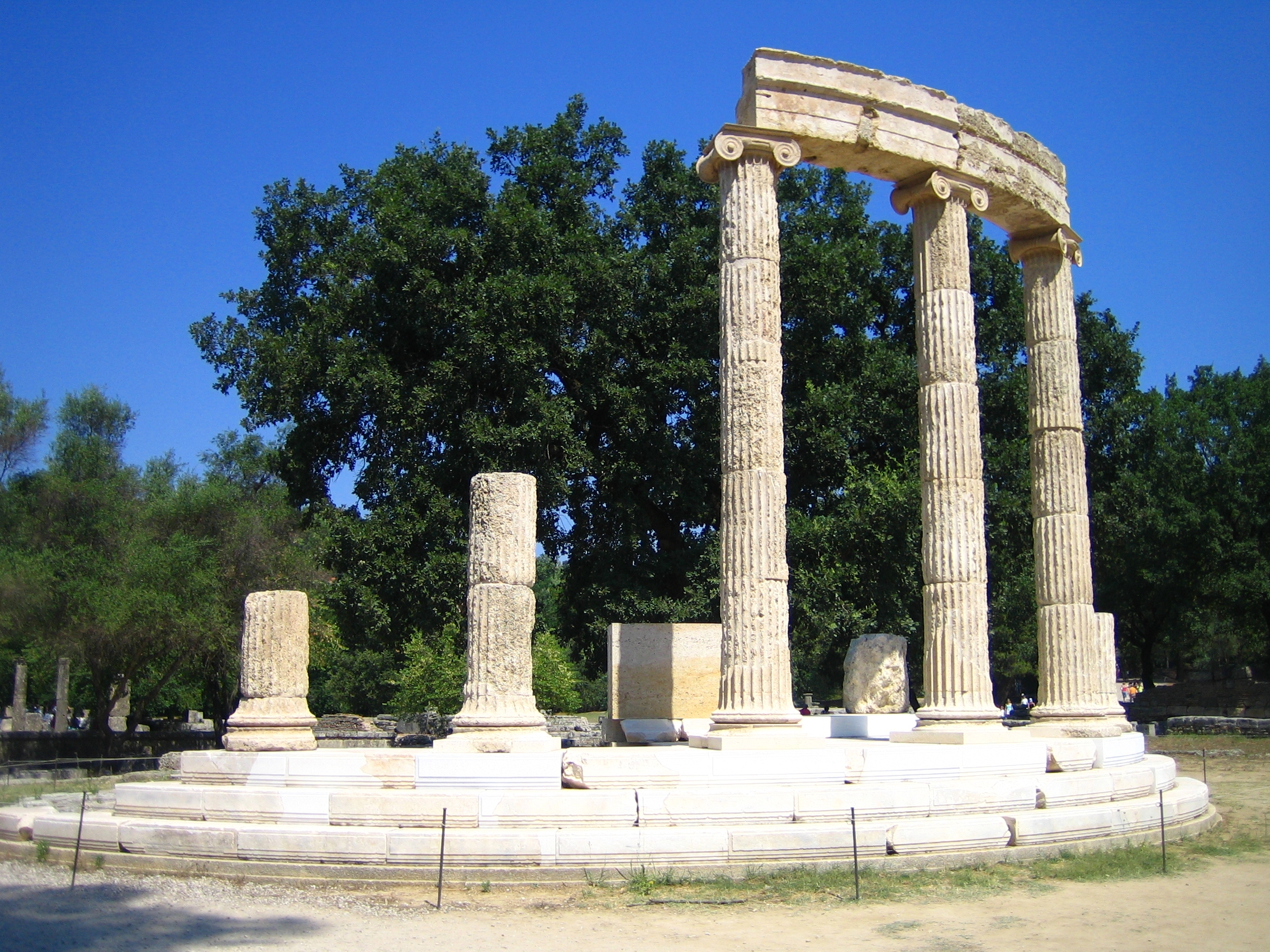
O Philippeion.

O final do século IV a.C. viu o surgimento do Philippeion, e logo em seguida do maior edifício do local, o Leonidaion, para receber visitantes ilustres. Nos dois séculos seguintes apareceram a Palestra, o Gymnasion, as casas de banhos e a Cripta, uma passagem de arcos ligando a entrada do santuário ao estádio.

### Período romano
Durante a era romana os Jogos foram abertos para os cidadãos de todo o Império Romano. Foi iniciado um extenso programa de restaurações, que incluíram o Templo de Zeus, e de novas construções, como o ninfeu e de novos aquedutos e banhos. Nesta época o complexo sofreu com abalos sísmicos e invasões bárbaras. A despeito das dificuldades os Jogos continuaram até 393, quando um decreto de Teodósio I, imperador cristão, baniu os jogos por considerá-los uma reminiscência dos tempos pagãos. O atelier de Fídias foi transformado em basílica e o local foi povoado por cristãos até o fim do século VI, quando aluviões começaram a cobrir a área, que só foi descoberta no século XIX.

## Arqueologia

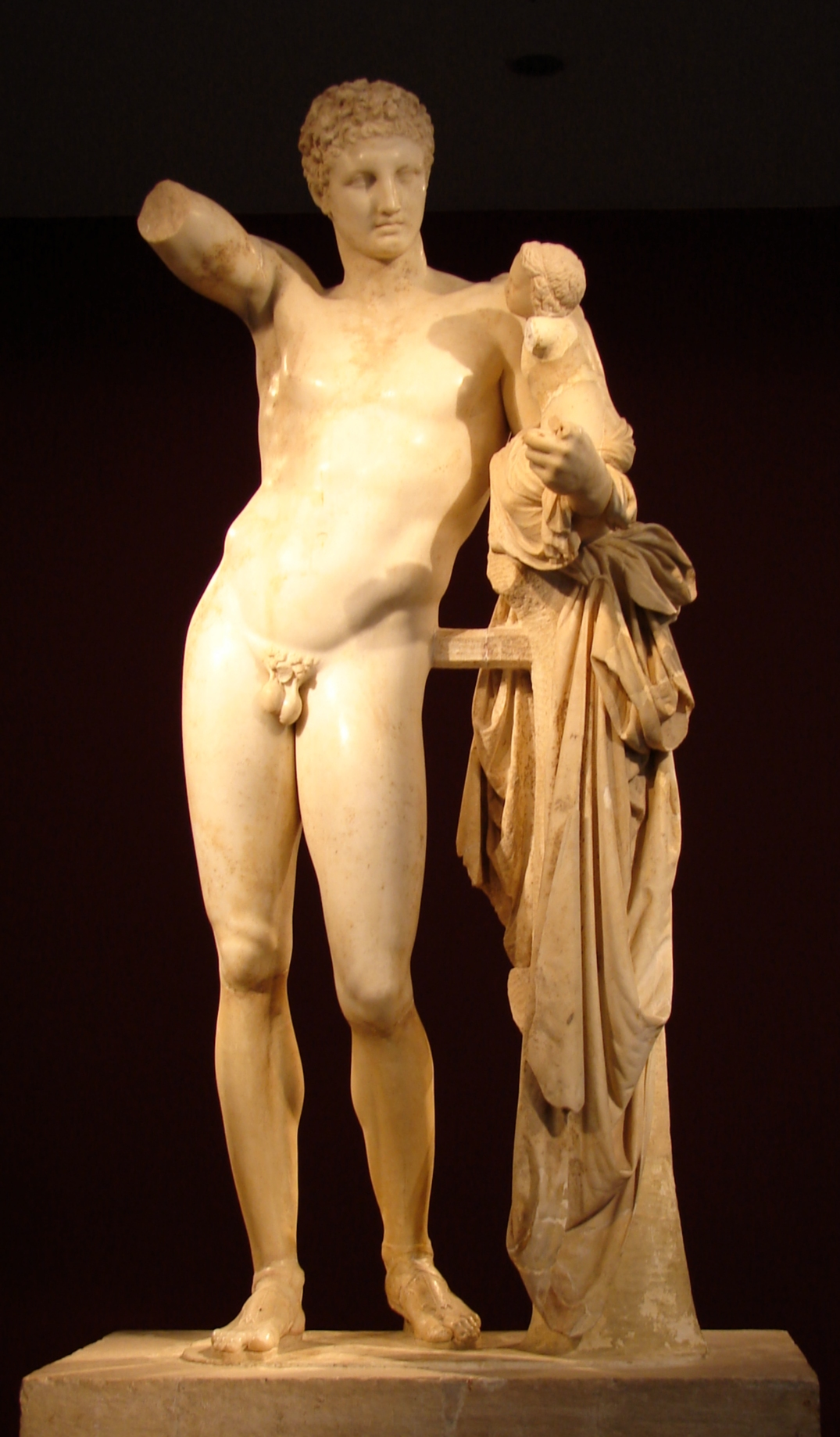
O Hermes de Praxíteles

O estudo arqueológico de Olímpia começou com a descoberta do local em 1766 pelo antiquário inglês Richard Chandler, embora o região não começasse a ser escavada senão em 1829, quando franceses trouxeram à luz a área dos templos e arredores.
Mais tarde, no final do século, arqueólogos alemães continuaram o trabalho na parte central do santuário, acabando por descobrir estatuária do Templo de Zeus, a Nice de Peônio, o Hermes de Praxíteles e muitos bronzes, num total de 14 mil objetos que hoje são expostos no Museu Arqueológico de Olímpia. Os trabalhos continuaram no início do século XX, embora de forma mais limitada. Em meados do século foi escavado o estádio onde tinham lugar as competições de corrida, o estúdio de Fídias, o Leonidaion e os muros norte do estádio, bem como a área sudeste do santuário, onde foram encontrados muitos bronzes e cerâmicas. Nos anos 1970 e 1980, novas escavações trouxeram à luz tumbas, o Pritaneu e o Pelopion.

### O Templo de Zeus
O Templo de Zeus em Olímpia (ou Olympieum) era o centro religioso do local e foi construído entre 470 e 456 a.C. pelo arquiteto Libon de Élis. Foi construído na ordem dórica e tinha seis colunas frontais e treze de cada lado, e única entrada era na fachada oriental, à qual se tinha acesso por uma grande rampa. Os grupos escultóricos dos pedimentos, considerados hoje a obra-prima do estilo Severo, esculpidos pelo Mestre de Olímpia, mostravam a corrida de bigas entre Pélops, criador dos Jogos Olímpicos, e Enômao, rei de Pisa, e as métopas estavam decoradas com as cenas dos "doze trabalhos de Hércules".
O grande atrativo para os visitantes do templo era a monumental estátua de Zeus, do escultor Fídias: possuía doze metros de altura e era toda de ouro e marfim. Não era sem motivo que era uma das sete maravilhas do mundo antigo. A estátua foi destruída em um incêndio e o templo pereceu num terremoto no século V d.C. Porém o geógrafo grego Pausânias, em sua Descrição da Grécia, nos deu uma visão detalhada do templo, o que nos possibilita reconstruí-lo em seu aspecto original.

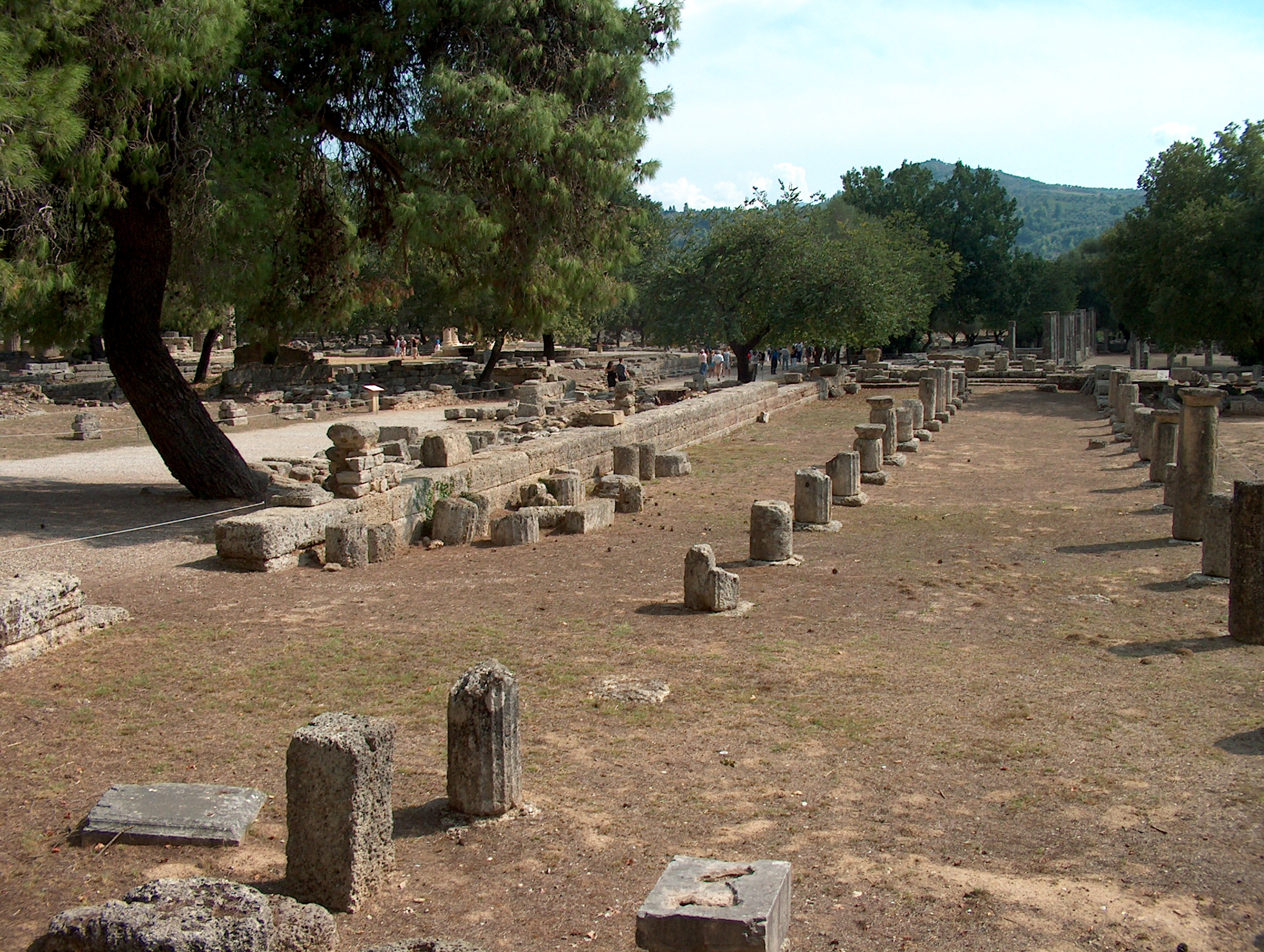
O estádio.

## A Olímpia moderna
Atualmente, com a reinstituição dos Jogos Olímpicos por Pierre de Coubertin, a chama Olímpica é acesa normalmente a cada dois anos no restaurado estádio de Olímpia, utilizando a luz do Sol refletida por um espelho parabólico. Essa chama acenderá a tocha que é transportada por atletas até ao local da realização dos Jogos desta Olimpíada.

## Cidades-irmãs
Atualmente, Olímpia está geminada com três cidades:
- Antibes, França
- Atlanta, Estados Unidos
- Olímpia, Estados Unidos